# Championnat d'Angola de football 2000
Navigation
Saison précédente Saison suivante
La saison 2000 du Championnat d'Angola de football est la vingt-deuxième édition de la première division en Angola. Les quatorze meilleures équipes du pays sont regroupées au sein d'une poule unique où elles s'affrontent deux fois, à domicile et à l'extérieur. En fin de saison, les trois derniers sont relégués et remplacés par les trois meilleurs clubs de Gira Angola, la deuxième division angolaise.
C'est le Petro Atlético Luanda, qui remporte le championnat cette saison après avoir terminé en tête du classement, avec dix-neuf points d'avance sur l'Atlético Sport Aviação et vingt-et-un sur le Petro Atlético Huambo. C'est le 12e titre de champion du Angola de l'histoire du club, qui réussit même le doublé en s'imposant en finale de la Taça Angola face à l'Inter Luanda. 
Le vainqueur du championnat se qualifie pour la Ligue des champions de la CAF, son dauphin pour la Coupe de la CAF tandis que le vainqueur de la Taça Angola obtient son billet pour la Coupe des Coupes.
Avant le début du championnat, le Cambondo Malanje doit déclarer forfait pour raisons financières et est remplacé par l'ARA Gabela, vice-champion de Gira Angola la saison précédente.

## Clubs participants
- Primeiro de Agosto
- Académica Lobito
- Inter Luanda
- Petro Atlético Luanda
- Petro Atlético Huambo
- Atlético Sport Aviação
- Sagrada Esperança
- Sport Luanda e Benfica[1]
- FC Cabinda
- Deportivo Sonangol
- Sporting Cabinda
- ARA Gabela - Promu de Gira Angola
- Onze Bravos do Maqui
- Sporting Clube do Bié - Promu de Gira Angola

## Compétition
Le barème de points servant à établir les classements se décompose ainsi :
- Victoire : 3 points
- Match nul : 1 point
- Défaite : 0 point

### Classement
| Rang | Équipe                 | Pts | J  | G  | N | P  | Bp | Bc | Diff |
| ---- | ---------------------- | --- | -- | -- | - | -- | -- | -- | ---- |
| 1    | Petro Atlético LuandaC | 63  | 26 | 20 | 3 | 3  | 66 | 17 | +49  |
| 2    | Atlético Sport Aviação | 44  | 26 | 13 | 5 | 8  | 47 | 29 | +18  |
| 3    | Petro Atlético Huambo  | 42  | 26 | 12 | 6 | 8  | 28 | 23 | +5   |
| 4    | Inter Luanda           | 40  | 26 | 12 | 4 | 10 | 30 | 27 | +3   |
| 5    | Primeiro de AgostoT    | 40  | 26 | 11 | 7 | 8  | 33 | 19 | +14  |
| 6    | Deportivo Sonangol     | 39  | 26 | 11 | 6 | 9  | 32 | 30 | +2   |
| 7    | Académica Lobito       | 36  | 26 | 10 | 6 | 10 | 28 | 35 | -7   |
| 8    | Sport Luanda e Benfica | 35  | 26 | 11 | 2 | 13 | 35 | 44 | -9   |
| 9    | Onze Bravos do Maqui   | 33  | 26 | 8  | 9 | 9  | 29 | 34 | -5   |
| 10   | Sagrada Esperança      | 33  | 26 | 9  | 6 | 11 | 21 | 30 | -9   |
| 11   | FC Cabinda             | 32  | 26 | 8  | 8 | 10 | 24 | 31 | -7   |
| 12   | Sporting Cabinda       | 31  | 26 | 8  | 7 | 11 | 28 | 29 | -1   |
| 13   | ARA GabelaP            | 20  | 26 | 6  | 2 | 18 | 23 | 46 | -23  |
| 14   | Sporting Clube do BiéP | 18  | 26 | 5  | 3 | 18 | 20 | 50 | -30  |

|  | Qualification pour la Ligue des champions de la CAF 2001                  |
|  | Qualification pour la Coupe des Coupes 2001                               |
|  | Qualification pour la Coupe de la CAF 2001                                |
|  | Relégation directe en Gira Angola                                         |
|  | T: Tenant du titre C: Vainqueur de la Taça Angola P: Promu de Gira Angola |

## Bilan de la saison
| Championnat d'Angola de football 2000 |                                   |
| Champion                              | Petro Atlético Luanda (12e titre) |
| Coupes et trophées                    |                                   |
| Vainqueur de la Coupe d'Angola 2000   | Petro Atlético Luanda             |
| Qualifications continentales          |                                   |
| Ligue des champions de la CAF 2001    | Petro Atlético Luanda             |
| Coupe des Coupes 2001                 | Inter Luanda                      |
| Coupe de la CAF 2001                  | Atlético Sport Aviação            |
| Promotions et relégations             |                                   |
| Promus en Girabola                    | EC Primeiro de Maio               |
| Promus en Girabola                    | Progresso Sambizanga              |
| Promus en Girabola                    | Sport Lubango e Benfica           |
| Relégués en Gira Angola               | Sporting Cabinda                  |
| Relégués en Gira Angola               | ARA Gabela                        |
| Relégués en Gira Angola               | Sporting Clube do Bié             |